# ExPace
Die CASIC Raketentechnologie GmbH (chinesisch 航天科工火箭技术有限公司, Pinyin Hángtiān Kēgōng Huǒjiàn Jìshù Yǒuxiàn Gōngsī), im Ausland besser bekannt als ExPace Technology Corporation,
ist eine Tochtergesellschaft der China Space Sanjiang Group Corporation, die ihrerseits eine Tochtergesellschaft des chinesischen Rüstungskonzerns China Aerospace Science and Industry Corporation (CASIC) ist. Der Firmensitz der ExPace GmbH befindet sich auf der Nationalen Raumfahrtindustrie-Basis im östlichen Stadtbezirk Xinzhou von Wuhan, Provinz Hubei, wo seit Februar 2021 auch die Endmontage der von ihr hergestellten Kuaizhou-Raketen stattfindet.

## Geschichte
Die China Aerospace Science and Industry Corporation hatte ab 2009 aus der erfolglosen Trägerrakete Kaituozhe 1 über mehrere Zwischenschritte die dreistufige Festtreibstoffrakete Kuaizhou-1 entwickelt. Am 25. September 2013 und am 21. November 2014 beförderte diese Rakete für das Nationale Zentrum für Fernerkundung (国家遥感中心) jeweils einen von der Polytechnischen Universität Harbin entwickelten Erdbeobachtungssatelliten erfolgreich in eine polare Umlaufbahn. Daraufhin wurde am 16. Februar 2016 von der China Space Sanjiang Group Corporation, einer Tochterfirma der CASIC die in den frühen 2000er Jahren an dem Konsortium beteiligt gewesen war, das die Kaituozhe-Raketen baute, mit einem Stammkapital von 300 Millionen Yuan die „CASIC Raketentechnologie GmbH“ gegründet. Das Kapital kam allein von der Sanjiang-Gruppe,
die Rechtsform der neuen Firma war die sogenannte „GmbH im Staatsbesitz“, d. h. alleinige Gesellschafterin war – über die Sanjiang-Gruppe und die CASIC – die Kommission zur Kontrolle und Verwaltung von Staatsvermögen.
Die Aufgabe der Raketentechnologie GmbH war zunächst die Weiterentwicklung der Kuaizhou-1 zu einer vierstufigen Trägerrakete, bei der die letzte Stufe ein mehrfach zündbares Flüssigkeitsraketentriebwerk besitzt.
Als die Sanjiang-Gruppe die Firma bei der hier zuständigen Staatlichen Marktüberwachungsbehörde des Stadtbezirks Xinzhou (武汉市新洲区市场监督管理局) anmeldete, gab sie als Unternehmensgegenstand jedoch ein wesentlich breiteres Feld an: Planung, Entwicklung, Herstellung und Verkauf von Trägerraketen; Entwicklung und Herstellung von Raumflugkörpern; Durchführung von kommerziellen Starts im Auftrag chinesischer und ausländischer Kunden.
Insbesondere an letzterem Punkt störte sich die Marktüberwachungsbehörde. Damals, und bis heute (Stand 2020), war und ist die China Great Wall Industry Corporation, eine Tochtergesellschaft der China Aerospace Science and Technology Corporation, die einzige Firma, die die Erlaubnis der chinesischen Regierung besitzt, kommerzielle Starts für ausländische Kunden zu arrangieren.
Nach Intervention des damaligen Hauptamts für Industrie und Handel (国家工商行政管理总局) in Peking konnte die CASIC Raketentechnologie GmbH dann aber doch noch angemeldet werden.
Hu Xiaotao (胡晓涛), der Geschäftsführer der Firma, gab im April 2016 bei Gesprächen mit der Presse an, dass man sich in Verhandlungen mit rund einem dutzend Kunden befand und dass der erste Start der neuen Rakete Kuaizhou-1A noch in jenem Jahr stattfinden sollte.
Tatsächlich erfolgte der Start mit drei Satelliten dann am 9. Januar 2017.
Bei der Ankündigung des Starttermins war Hu Xiaotao erstaunlich präzise. Was er jedoch einem Journalisten der Kantoner Abendzeitung, einer Publikation des Landesverbands Guangdong der KPCh, im Juni 2016 über die Flexibilität der von der Firma hergestellten Raketen erzählte, entsprach nicht den Tatsachen. Militärische Feststoffraketen, wie sie die Sanjiang-Gruppe herstellt, können zwar mit mobilen Abschussrampen von jeder genügend befestigten Fläche starten, notfalls von einer Landstraße oder einem Basketballfeld.
Die Kuaizhou-1A besitzt jedoch eine Oberstufe mit Flüssigkeitstriebwerk und ist, auch für Montage und Überprüfung der Nutzlasten, auf Kosmodrom-Infrastruktur angewiesen, ebenso für Telemetrie, Bahnverfolgung und Steuerung. Bislang (Stand 2020) erfolgten alle Starts der ExPace GmbH von Einrichtungen der Volksbefreiungsarmee.
Als die ExPace GmbH im April 2016 gegründet wurde, arbeitete man bereits an einem Nachfolgemodell für die Kuaizhou-1A, der Kuaizhou-11, die Nutzlasten von bis zu 1000 kg in eine 700 km hohe sonnensynchrone Umlaufbahn befördern sollte. Zum Vergleich: die Kuaizhou-1A kann nur 200 kg in eine derartige Umlaufbahn bringen. Für ein derartiges Projekt reichte das Stammkapital der Firma bei weitem nicht aus. Nach dem Kapitalgesellschaftsgesetz der Volksrepublik China ist es nicht erlaubt, für die Gründung einer GmbH öffentlich Kapital einzuwerben.
Daher wartete die ExPace fast ein Jahr und kontaktierte erst im Januar 2017, nach dem erfolgreichen Erstflug der Kuaizhou-1A, mehr als 100 institutionelle Anleger. Bei knapp 20 dieser Investoren konkretisierten sich die Verhandlungen so weit, dass sie eine Due-Diligence-Prüfung der ExPace GmbH durchführen ließen. Am 25. September 2017 genehmigte die CASIC als übergeordneter Mutterkonzern eine Kapitalerhöhung, und man meldete dies am Shanghaier Vereinigten Handelsplatz für Eigentumsrechte (上海联合产权交易所 bzw. Shanghai United Assets and Equity Exchange) an. Im Vorfeld hatte die ExPace GmbH über sehr ambitionierte Pläne gesprochen, bis hin zu Weltraumtourismus. Letztlich fanden sich dann 8 institutionelle Anleger, die am 18. Dezember 2017 bei einer Veranstaltung im Gebäude des Handelsplatzes für Eigentumsrechte ihre Absicht bekundeten, insgesamt 1,2 Milliarden Yuan zu investieren.
Bei einer weiteren, Anfang 2021 eingeleiteten und nach einem firmeninternen Genehmigungsverfahren beim Mutterkonzern CASIC am 26. Januar 2022 offiziell gestarteten Kapitalerhöhungsrunde konnten nach schwierigen Verhandlungen bis zum 27. Juni 2022 sieben weitere Investoren gefunden werden, die eine Gesamtsumme von 1,5885 Milliarden Yuan zusagten.
Da die Sanjiang-Gruppe mit 56,43 % der Anteile immer noch Hauptgesellschafterin der ExPace GmbH ist,  werden Personalangelegenheiten etc. weiterhin von der Kommission zur Kontrolle und Verwaltung von Staatsvermögen geregelt.

## Geschäftsfelder
Das Hauptgeschäftsfeld der ExPace GmbH sind kommerzielle Satellitenstarts mit selbst entwickelten Trägerraketen der Kuaizhou-Serie. Ursprünglich wurden diese auf der Basis 066 im Kreis Yuan’an der bezirksfreien Stadt Yichang hergestellt, wo die Sanjiang-Gruppe auch die ballistische Kurzstreckenrakete Dongfeng 15 baut. Da die militärische Produktion Vorrang hatte, ergaben sich immer wieder Verzögerungen bei den Kuaizhou-Raketen. Daher begann die ExPace im Mai 2017 damit, auf der Nationalen Raumfahrtindustrie-Basis in Wuhan eine eigene Endmontagehalle mit einer Produktionskapazität von 20 Raketen pro Jahr zu bauen. Die Einrichtung sollte an sich im Februar 2020 in Betrieb gehen. Durch die COVID-19-Pandemie, von der die Provinz Hubei besonders betroffen war, verzögerte sich dies jedoch.
Im Februar 2021, also mit einem Jahr Verspätung, war die Endmontagehalle dann fertiggestellt. Am 19. Februar 2021 lagen die ersten vier, nach einem Fehlstart am 12. September 2020 leicht überarbeiteten Raketen vom Typ Kuaizhou-1A für den Abtransport zum Kosmodrom Jiuquan bereit.
Um den Stadtbezirk Xinzhou zu ehren, wo sich der Kuaizhou Raketenindustriepark befindet, taufte ExPace die erste dieser Raketen „Xinzhou“.
Am 2. August 2021 begann man in der Einrichtung auch mit der Endmontage der stärkeren Feststoffraketen vom Typ Kuaizhou-11.
Neben den Feststoffraketen arbeitet die ExPace GmbH auch an dem mit Flüssigsauerstoff und flüssigem Methan arbeitenden Triebwerk Mingfeng-1 (“鸣凤”一号, also „Phönixruf-1“), benannt nach der Großgemeinde Mingfeng, einer der drei Hauptorte der Basis 066. Dieses für wiederverwendbare Raketenstufen gedachte Triebwerk bestand am 28. April 2022 einen Dauertest von 400 Sekunden. Dabei wurde ein Exemplar verwendet, das vorher bereits dreizehn Tests von verschiedener Länge absolviert hatte.
Neben ihrer eigentlichen Funktion – dem Transport von Satelliten – bietet die ExPace ihre Raketen auch als Werbeträger an; gegen eine Gebühr können Firmen ihr Logo und kurze Werbebotschaften auf die Außenhülle der Raketen malen lassen. So nutzte zum Beispiel die Guangzhou Automobile Group beim Start einer Kuaizhou 1A mit zwei Kommunikationssatelliten am 12. Mai 2020 die Gelegenheit, um auf der Rakete Werbung für das SUV Trumpchi GS 4 ihrer Tochterfirma GAC Motor zu machen.
Mit diesem Geschäftsmodell befindet sich die ExPace in direkter Konkurrenz zur China Aerospace Science and Technology Corporation, die am 1. Juli 1999 zusammen mit der CASIC aus der Dachgesellschaft für Raumfahrtindustrie hervorgegangen war. Die ebenfalls sehr zuverlässigen Feststoffraketen der Changzheng-11-Serie bringen ähnliche Nutzlasten in die gleichen Umlaufbahnen wie die Kuaizhou-Raketen, und sie werden ebenfalls als Werbeträger genutzt, so zum Beispiel bei einem Seestart am 5. Juni 2019 von der Great Wall Automobile für die Luxus-SUVs ihrer Marke Wey.
Da es in China jedoch mehr Nachfrage nach Startgelegenheiten gibt als Trägerraketen hergestellt werden können – die Startvermittlungsfirma China Great Wall Industry Corporation ist meist ein Jahr im Voraus ausgebucht – stellt dies bislang noch kein Problem dar.
Vorstandsvorsitzender der ExPace GmbH ist seit dem 22. April 2022 Zha Xiongquan (查雄权), bis dahin stellvertretender Geschäftsführer der Firma und Vorsitzender der Betriebszelle der KPCh.
Zu Umsatz und Gewinn macht die ExPace GmbH keine Angaben, wie es in § 8 der „Vorläufigen Richtlinien für die Veröffentlichung von Firmeninformationen“ (企业信息公示暂行条例) vorgeschrieben wäre.